# Anca Barna
Anca Barna es una jugadora de tenis profesional retirada, nacida el 14 de mayo de 1977 en Cluj, Rumanía. Nacionalizada alemana, Barna se retiró del circuito de la WTA en 2005.